# Broken Statues
Albums de Perry Blake
Presque rien
(2000) California
(2002)
Broken Statues est le premier album live du chanteur irlandais Perry Blake, sorti en 2001 sur le label Naïve.
Il a été enregistré au Cirque Royal de Bruxelles, Belgique, le 29 septembre 2000, accompagné par les musiciens de l'ensemble Musiques Nouvelles.
L'album se termine par une reprise du titre I'm Still Waiting de Diana Ross.

## Liste des titres
1. Blackbird 4:22
2. Broken Statue 8:06
3. Genevieve 5:06
4. No Lullabies 5:07
5. Driftwood 5:11
6. House In The Clouds 5:51
7. The Hunchback of San Francisco 7:40
8. 1971 5:52
9. So Long 6:29
10. How Can The Knower Be Known? 5:18
11. I'm Still Waiting 6:14